# (599) Luisa
(599) Luisa ist ein Asteroid des Hauptgürtels, der am 25. April 1906 von Joel H. Metcalf entdeckt wurde.
Die Herleitung des Namens ist unbekannt.